# 汎インド映画
汎インド映画（はんインドえいが、Pan-Indian film）は、インド映画の用語で、テルグ語映画におけるムーヴメント。2015年の『バーフバリ 伝説誕生』以降に見られるようになった製作形式で、1本の映画をテルグ語、タミル語、マラヤーラム語、カンナダ語、ヒンディー語で同時公開することにより、観客動員数と収益を増加させることを意図している。

## 歴史
インド映画は国内の様々な言語を主体とする地域映画産業によって構成されている。ある言語で製作された映画は他の言語でリメイク版が製作されることが多く、2005年公開のテルグ語映画『Nuvvostanante Nenoddantana』は9言語でリメイク版が製作されている。インド映画では吹き替えの文化は一般的ではなく、『DDLJ 勇者は花嫁を奪う』『ロボット』など少数の作品がテルグ語、タミル語、ヒンディー語に吹き替えられたのみである。歴史上初の汎インド映画は、1959年に公開されたラージクマール主演のカンナダ語映画『Mahishasura Mardini』と言われている。同作は7言語に吹き替えられて公開されたが、これ以降に4言語以上の吹替版が製作された作品は現れなかった。
2010年代に入り、南インド映画（テルグ語映画、タミル語映画）のヒンディー語吹替版がテレビ放送される機会が増え、インド全域でテルグ語映画、タミル語映画の人気が高まった。これらの作品は劇場公開から数週間から数か月後には吹替版が製作された。南インド映画と同様にヒンディー語映画もテルグ語吹替版、タミル語吹替版が製作されたが、『ダンガル きっと、つよくなる』『M.S.ドーニー 〜語られざる物語〜』などの例外を除き、南インド映画とは対照的に全国的な人気を集めることはできなかった。その後、カンナダ語映画とマラヤーラム語映画も吹替版が製作されるようになった。
2010年代後半に入り、S・S・ラージャマウリが製作した『バーフバリシリーズ』のヒットにより転機が訪れた。『バーフバリ 伝説誕生』『バーフバリ 王の凱旋』は様々な言語に吹き替えられて世界市場で公開され、インドの映画製作者たちは「一つの映画を他言語でリメイクする」という従来の製作形式から「一つの映画を他言語に吹き替えする」という製作形式にシフトするようになった。2018年にプラシャーント・ニールが製作した『K.G.F: CHAPTER 1』がこの動きを加速させ、『ロボット2.0』『サーホー』『サイラー ナラシムハー・レッディ 偉大なる反逆者』の成功によって、汎インド映画は主要なインド言語映画産業に広まった。カンナダ語映画では『K.G.F: CHAPTER 1』がメジャー作品としては初の汎インド映画となり、マラヤーラム語映画では『Marakkar: Lion of the Arabian Sea』がメジャー作品としては初の汎インド映画となった。
汎インド映画は知名度向上と普遍的な魅力を付与するため、製作地域とは異なる言語映画産業の俳優を起用する傾向がある。

## 評価
N・T・ラーマ・ラオ・ジュニアはDeadline Hollywoodからの取材の中で汎インド映画について言及し、「私はパン・インディアンという呼び方が、まるでフライパンのように聞こえるので嫌いなんです。インドのあらゆる言語に対応する映画と言っているだけですよね」とコメントしている。ドゥルカル・サルマーンはプレス・トラスト・オブ・インディアからの取材の中で、「汎インドという言葉には、本当にウンザリさせられます。聞きたくもありません。映画界では多くの才能の交流が行われていますし、それは素晴らしいことですが、私たちは一つの国なのです。汎アメリカという言葉を使う人はいないと思うのです」と批判しており、『バーフバリシリーズ』の主演俳優であるプラバースも「映画界が作るべきなのは"汎インド映画"ではなく、"インド映画"であるべき」と語っている。シッダールトもプラバースと同様の意見を持っており、「汎インド映画」という言葉は非ヒンディー語映画のみに限定して使用されていることから、「非常に失礼な言葉」と語っている。アディヴィ・セッシュは「この言葉は、どうにも濫用され過ぎており、吹替映画の婉曲表現のように感じる」と語っている。
カラン・ジョーハルはフィルム・コンパニオンの取材の中で、「汎インド映画は、もはや私たちの手で数を減らしたり希薄化させることができない存在になった」と語っている。ザ・ウィークのラーフル・デーヴラパッリは、汎インド映画（＝テルグ語映画）が台頭した要因として「コンテンツ、マーケティング、海外市場の観客の心を掴んだこと」を挙げている。ザ・タイムズ・オブ・インディアのバールティ・ドゥベーとヘマチャンドラ・エダムカーラーは、汎インド映画の大半はアクション映画が占めているとして、暴力的表現が中心になっている点を批判している。また、Box Office Indiaは汎インド映画について、「汎インド」という用語はヒンディー語映画の配給圏では意味を持たず、インド全域に対応する映画はハリウッド映画だけであると指摘している。

## 代表的な汎インド映画
| 公開年 | 作品                                           | 監督                         | 製作言語                         | 出典   |
| ------ | ---------------------------------------------- | ---------------------------- | -------------------------------- | ------ |
| 2015   | バーフバリ 伝説誕生                            | S・S・ラージャマウリ         | テルグ語、タミル語               | [ 25 ] |
| 2017   | バーフバリ 王の凱旋                            | S・S・ラージャマウリ         | テルグ語、タミル語               | [ 26 ] |
| 2018   | ロボット2.0                                    | シャンカル                   | タミル語                         | [ 27 ] |
| 2018   | K.G.F: CHAPTER 1                               | プラシャーント・ニール       | カンナダ語                       | [ 28 ] |
| 2019   | サーホー                                       | スジート                     | ヒンディー語、タミル語、テルグ語 | [ 29 ] |
| 2019   | サイラー ナラシムハー・レッディ 偉大なる反逆者 | スレンダル・レッディ         | テルグ語                         | [ 30 ] |
| 2021   | Marakkar: Lion of the Arabian Sea              | プリヤダルシャン             | マラヤーラム語                   | [ 31 ] |
| 2021   | プシュパ 覚醒                                  | スクマール                   | テルグ語                         | [ 29 ] |
| 2022   | RRR                                            | S・S・ラージャマウリ         | テルグ語                         | [ 31 ] |
| 2022   | Radhe Shyam                                    | ラーダ・クリシュナ・クマール | テルグ語、ヒンディー語           | [ 32 ] |
| 2022   | Vikrant Rona                                   | アヌープ・バンダリ           | カンナダ語                       | [ 33 ] |
| 2022   | K.G.F: CHAPTER 2                               | プラシャーント・ニール       | カンナダ語                       | [ 31 ] |
| 2022   | SALAAR/サラール                                | プラシャーント・ニール       | テルグ語、カンナダ語             | [ 32 ] |
| 2022   | Adipurush                                      | オーム・ラウト               | テルグ語、ヒンディー語           | [ 32 ] |
| 2022   | Liger                                          | プリ・ジャガンナード         | テルグ語、ヒンディー語           | [ 34 ] |